# Im Kinsky
Das Auktionshaus im Kinsky ist ein im Jahr 1992 in Wien gegründetes Kunstauktionshaus. Es befindet sich im Palais Kinsky in der Inneren Stadt – daher auch die häufig verwendete Kurzbezeichnung für das Auktionshaus: Im Kinsky. Das im Kinsky ist neben dem 1707 gegründeten Dorotheum das wichtigste Kunst-Auktionshaus Österreichs. Der Auktionator des Hauses ist Michael Kovacek.

## Standorte und Schwerpunkte

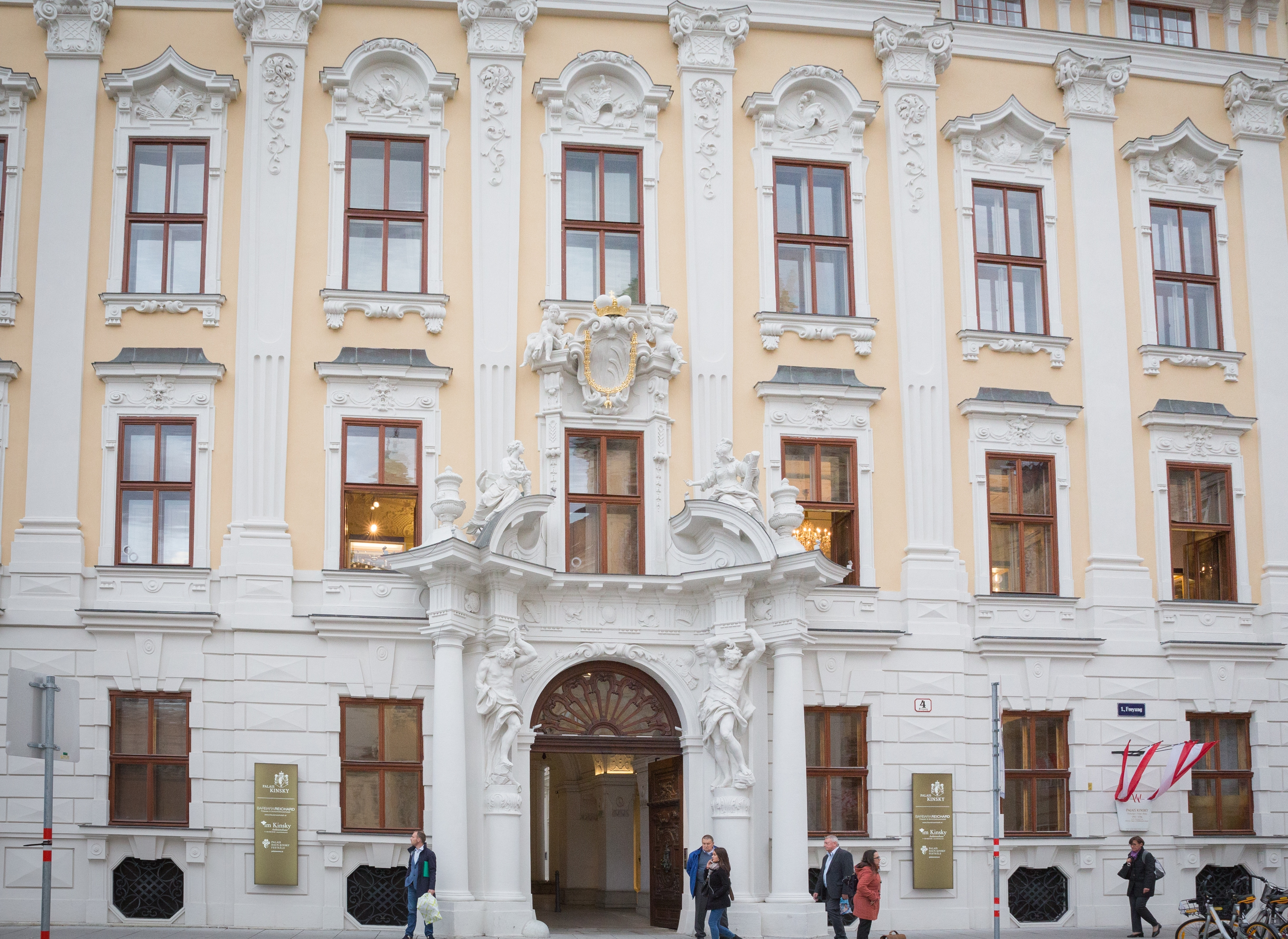
Das Palais Kinsky in Wien

Im Palais Kinsky befinden sich neben der Verwaltung auch die Schaustellungsräume und das Lager der Auktionshaus im Kinsky GmbH. Es gibt zudem auch Repräsentanten für die österreichischen und deutschen Bundesländer Kärnten, Oberösterreich, Salzburg, Steiermark und Südbayern.

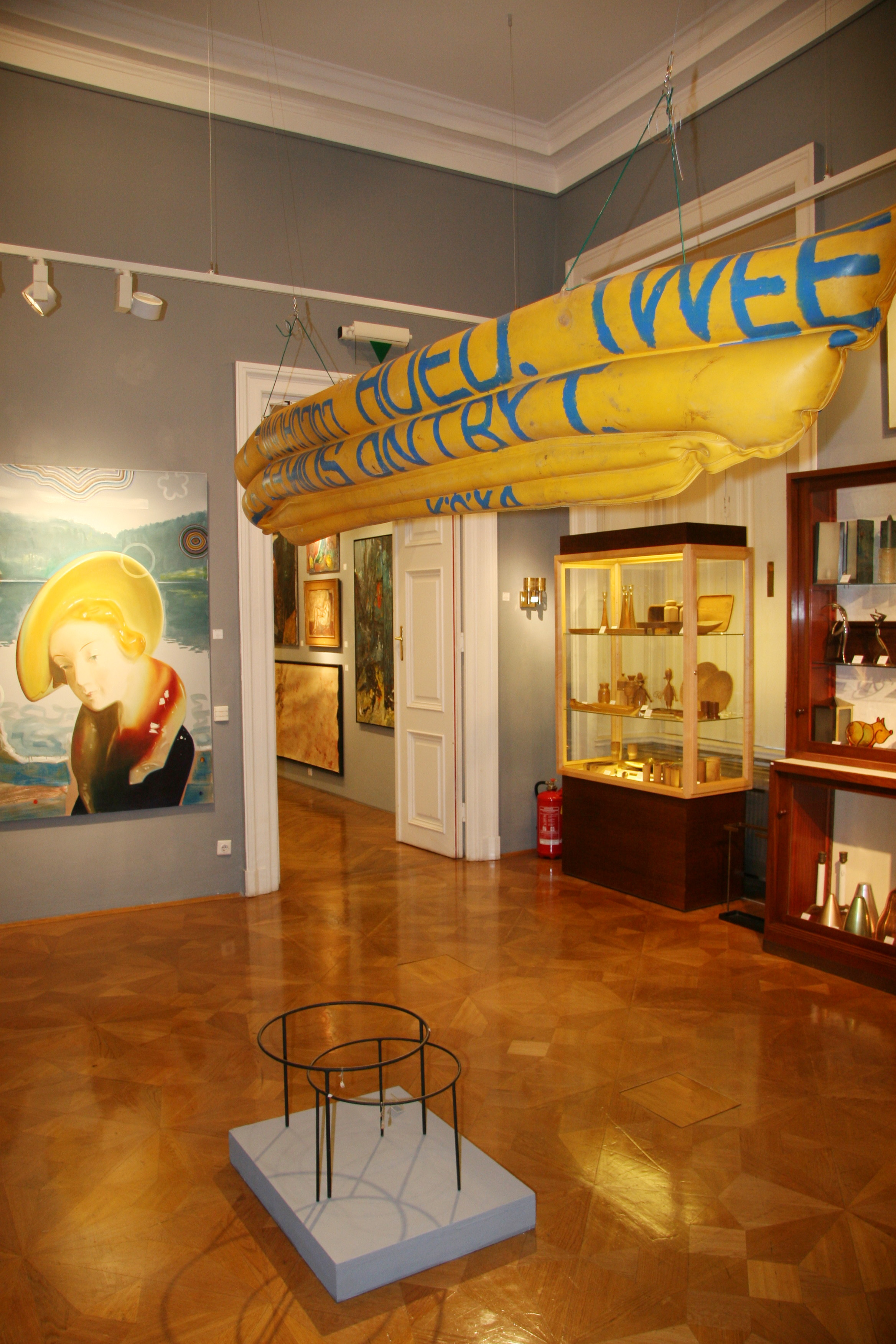
Ausstellungsräume im Kinsky

Das Auktionshaus veranstaltet jedes Jahr mehrere Auktionen, wobei der Schwerpunkt des Hauses auf österreichischer Kunst liegt. Insbesondere den Sparten Klassische Moderne und Zeitgenössische Kunst, wobei auch die Sparten Jugendstil, Antiquitäten, Asiatika, Alte Meister und Gemälde des 19. Jahrhunderts einen nicht unerheblichen Teil zum Jahresumsatz beitragen.

## Versteigerungen

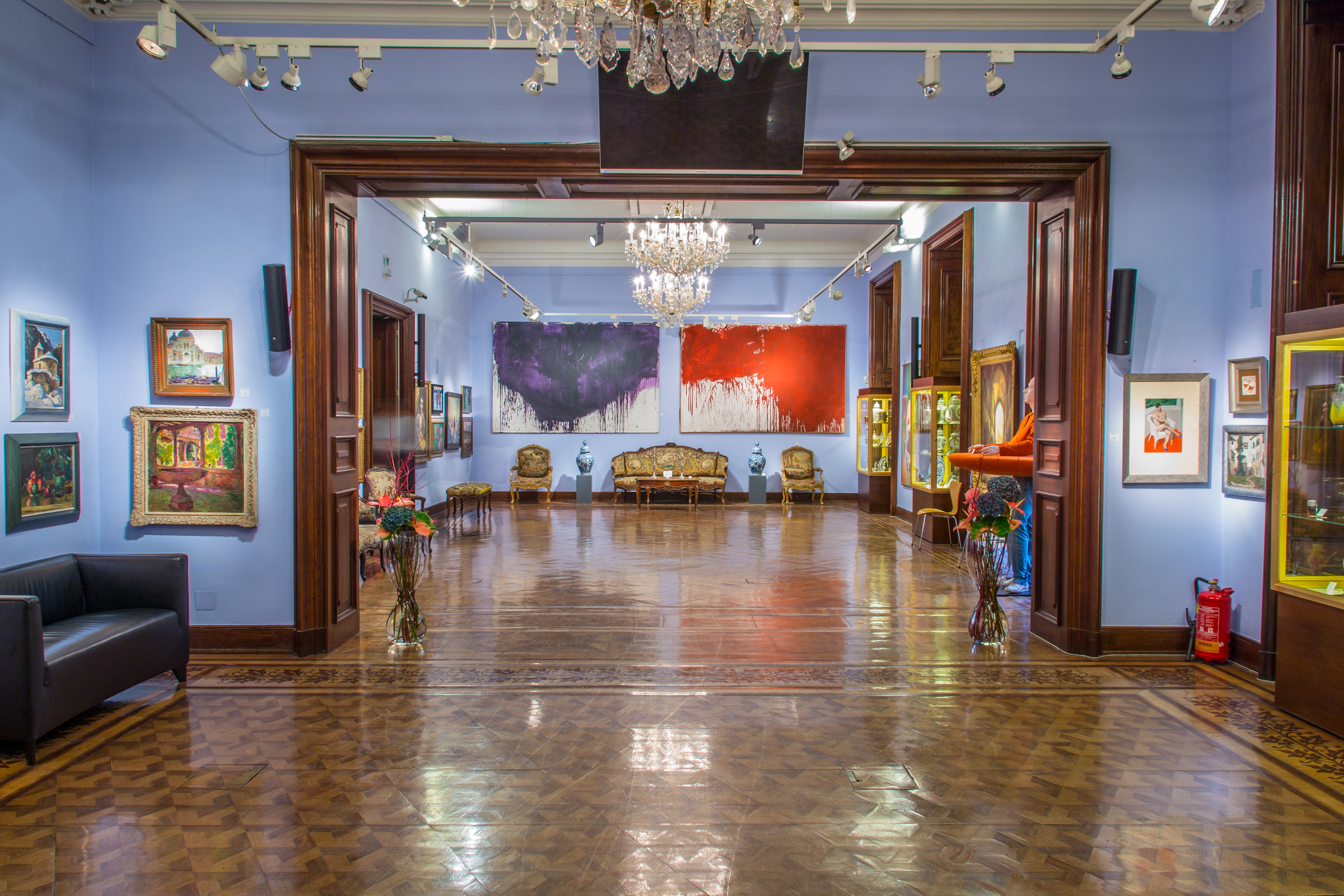
Auktionssaal im Auktionshaus

In den bisher fast 90 Auktionen des im Kinsky wurden viele Rekordergebnisse am österreichischen Kunstmarkt erzielt. Mit dem Zuschlag von Egon Schieles Mädchen von 1917 zum Preis von 3.562.400 Euro erzielte im Kinsky den noch heute gültigen höchsten je in Österreich für ein Kunstwerk erzielten Preis. Weitere Höchstwerte erzielten unter anderem Egon Schieles Ansicht von Krumau mit 1.233.000 Euro, Ferdinand Georg Waldmüllers Das Ende der Schulstunde mit 1.061.000 Euro und Gustav Klimts Helene mit 1.037.000 Euro. Damit hält im Kinsky nach eigenen Angaben vier der fünf höchsten Zuschläge, die je in Österreich erzielt worden sind. 2010 versteigerte im Kinsky das Werk Die Prozession von Egon Schiele für 4.437.400 Euro.
Am 12. April 2016 stoppte auf Bitten des französischen Kulturministeriums und dem Sicherstellungsbeschluss der Staatsanwaltschaft Wien im Kinsky die Versteigerung des Bilds Herrenporträt von Bartholomeus van der Helst aus 1647, das 1943 von den Nationalsozialisten geraubt worden war. Am 15. Mai 2022 wurden, laut Aussage des im Kinsky, erstmals Unternehmensanteile an einer Immobilienbesitzgesellschaft versteigert. Es handelte sich dabei um die 47,97%igen Anteile der österreichischen Immobiliengruppe BBB Holding an der Projektgesellschaft BBBSB, die das historische Eckhaus Reichsratsstraße,/Liebiggasse besitzt.